# Deirdre Hart
Deirdre Erin Hart, née en 1975, est une géographe néo-zélandaise professeure à l'université de Canterbury. Elle étudie les processus et les interactions physiques, humains et biologiques dans les environnements côtiers. En 2008, elle reçoit la médaille scientifique Zonta.

## Biographie
Deirdre Hart naît en 1975 et fait ses études à l'école pour filles de Christchurch (en). Elle obtient un Bachelor of Science et un Master of Science à l'université de Canterbury puis soutient un doctorat intitulé Environnements éco-sédimentologiques d'une plate-forme de récif intertidal, île Warraber, détroit de Torres à l'université de Nouvelle-Galles du Sud,. Deirdre Hart revient ensuite enseigner à l'université de Canterbury, devenant professeur titulaire en 2022.
Deirdre Hart demande à ses étudiants et étudiantes d'écrire des articles sur Wikipédia lors de ses cours, après leur avoir initialement interdit d'utiliser l'encyclopédie en ligne.

## Travaux

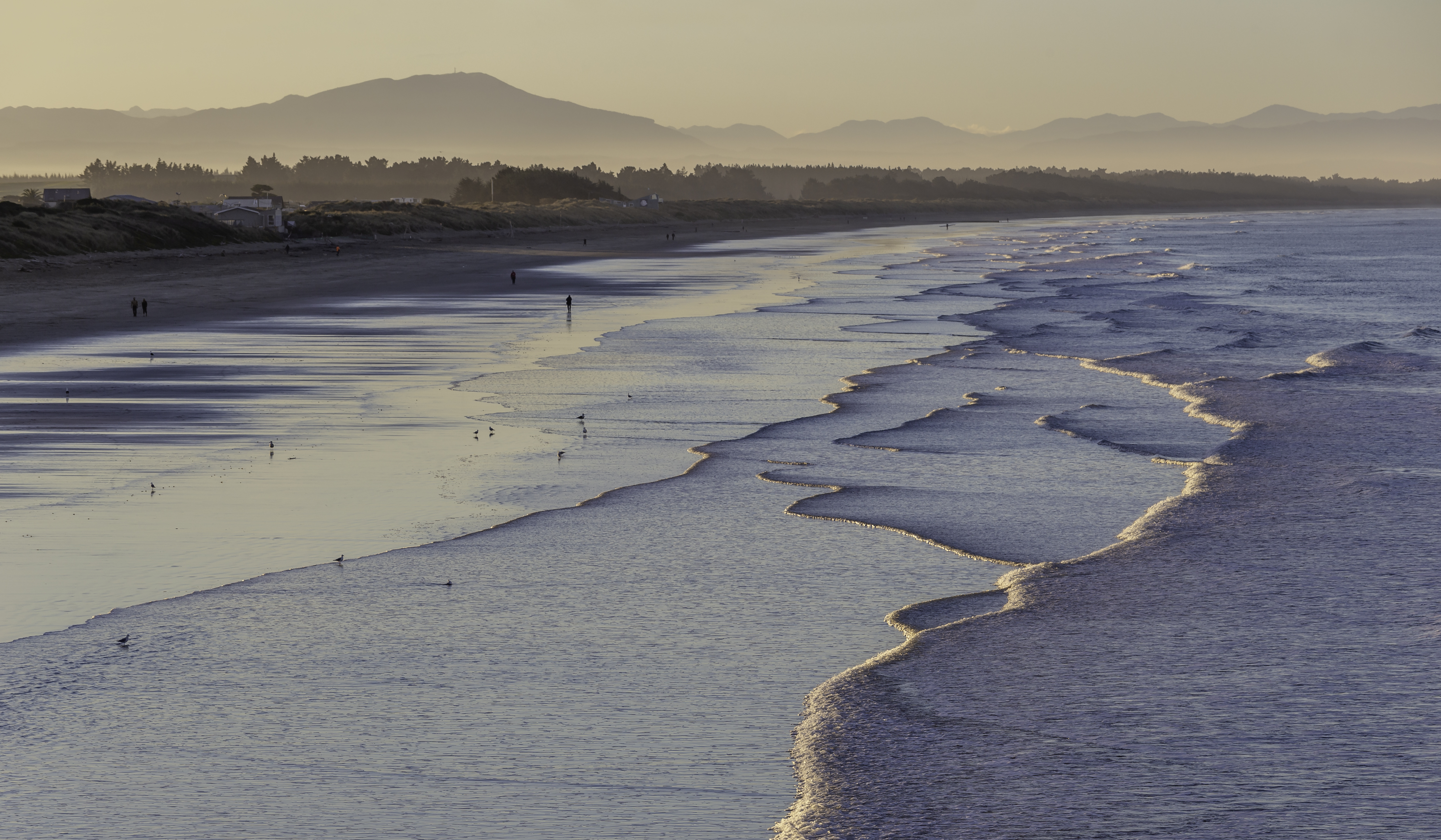
Plage à New Brighton, dans la deuxième couronne de Christchurch.

Les recherches de Deirdre Hart portent sur les processus et les interactions dans les environnements côtiers. Elle étude les sédiments récifaux, l'évolution des embouchures des rivières et les risques qui découlent de leur évolution. Elle s'intéresse aux conséquences des tremblements de terre sur le trait de côte et les fleuves, avec pour conséquences des inondations. Elle étudie particulièrement la ville côtière de Christchurch et l'évolution de son urbanisme, son développement sur d'anciens dépôts marins de limon et de sable accentuant sa vulnérabilité.

## Distinctions
En tant que meilleure étudiante en maîtrise en géographie de sa promotion, Hart remporte le prix Eileen Fairbairn.
En 2008, Hart reçoit le prix scientifique Zonta. L'organisateur du prix déclare : « Nous recherchons une femme scientifique exceptionnelle capable d'utiliser le prix pour faire avancer sa carrière, une personne qui peut être défendre les femmes dans la science mais qui contribue également à sa communauté. Nous voulons un modèle pour les autres femmes scientifiques, qui montre les bénéfices du monde scientifique et Deirdre montre certainement tous ces attributs ».

## Publications
- (en) Dave Kelly, Deirdre E. Hart et Robert B. Allen, « Evaluating the Wind Pollination Benefits of Mast Seeding », Ecology, États-Unis, ESA, vol. 82, no 1,‎ janvier 2001, p. 117-126 (ISSN 0012-9658 et 1939-9170, OCLC 35698209, DOI 10.1890/0012-9658(2001)082[0117:ETWPBO]2.0.CO;2, JSTOR 2680090).
- (en) Deirdre E. Hart et Paul S. Kench, « Carbonate production of an emergent reef platform, Warraber Island, Torres Strait, Australia », Coral Reefs, Springer Science+Business Media, vol. 26, no 1,‎ 15 novembre 2006, p. 53-68 (ISSN 0722-4028 et 1432-0975, DOI 10.1007/S00338-006-0168-8).
- (en) Colin D. Woodroffe, Bongkoch Samosorn, Quan Hua et Deirdre E. Hart, « Incremental accretion of a sandy reef island over the past 3000 years indicated by component-specific radiocarbon dating », Geophysical Research Letters, AGU, vol. 34, no 3,‎ 6 février 2007 (ISSN 0094-8276 et 1944-8007, OCLC 1795290, DOI 10.1029/2006GL028875).
- (en) Matthew W. Hughes, « The sinking city: Earthquakes increase flood hazard in Christchurch, New Zealand », GSA Today,‎ 1er mars 2015, p. 4-10 (ISSN 1052-5173 et 1943-2690, DOI 10.1130/GSATG221A.1).
- (en) Hart, D. E., « River-Mouth Lagoon Dynamics on Mixed Sand and Gravel Barrier Coasts », Journal of Coastal Research,‎ 2007, p. 927-31 (ISSN 0749-0208 et 1551-5036, OCLC 682021147, JSTOR 26481715).